# دیوید او. سلزنیک
دیوید او سلزنیک (به انگلیسی: DavidO.Selznick) (زاده ۱۰ مه ۱۹۰۲ در پیتسبورگ، پنسیلوانیا – مرگ ۲۲ ژوئن ۱۹۶۵ در هالیوود لوس آنجلس) تهیه‌کننده نامی دوران طلایی سینمای آمریکاست و فیلم‌های موفقی همچون بربادرفته را که اسکار بهترین فیلم را نصیب خود کرد در کارنامه دارد. این فیلم موفق تجاری و هنری ۷ جایزه دیگر اسکار و دو جایزه ویژه را به خود اختصاص داد. سلزنیک سال بعد از این موفقیت بار دیگر با فیلم ربه کا برنده بهترین فیلم اسکار شد.

## زندگی‌نامه
دیوید در خانواده‌ای یهودی زاده شد. تحصیلاتش را در دانشگاه کلمبیا به انجام رساند و در شرکت پدرش که کار پخش فیلم را به عهده داشت مشغول به کار شد تا سال ۱۹۲۳ که پدرش ورشکست شد. در سال ۱۹۲۶ به هالیوود رفت و به لطف آشنایانی که پدرش داشت در مترو گلدوین مایر و سپس پارامونت پیکچرز و آر. ک. ئو مشغول به کار شد.
او که همواره می‌خواست استودیو خودش را تأسیس کند و تهیه‌کننده‌ای مستقل باشد سرانجام در سال ۱۹۳۶ استودیو خودش را با نام سلزنیک اینترنشنال پیکچرز را تأسیس کرد و چندین فیلم کلاسیک تهیه کرد تا فیلم ربکا (۱۹۴۰) که شرکتش را برای مدتی تعطیل کرد تا استراحت کند. فعالیت‌های مالی وی شامل دادن وام به ستاره‌های نامی سینما همچون آلفرد هیچکاک، اینگرید برگمن، ویوین لی و جوآن فونتین هم می‌شد.
در سال ۱۹۴۴ بار دیگر کارش را از سر گرفت و با هیچکاک فیلم طلسم شده و با کارول رید فیلم مرد سوم را ساخت.
سالهای ۱۹۵۰ سلزنیک فعالیتش را بر روی تثبیت حرفه‌ای همسر دومش جنیفر جونز متمرکز کرد. فیلم وداع با اسلحه (۱۹۵۷) را با جنیفر جونز و راک هادسن تهیه کرد که شکست تجاری فیلم باعث شد که دیگر فیلمی تهیه نکند.
وی علاوه بر استودیو فیلمسازی معتبرش استعدادهای هنری جدیدی را هم به دنیای سینما معرفی کرد از آن جمله فرد آستر، کاترین هیپورن، اینگرید برگمن، ویوین لی، لوئیس جوردان و آلفرد هیچکاک را می‌توان نام برد.
او تا لحظه مرگ یکی از بزرگان سینمای هالیوود بود و این استعداد و نوآوری و شور و علاقه‌ای که به کارش داشت سلزنیک را برای همیشه در حافظه تاریخ سینمای جهان ثبت کرده‌است.

## بخشی از فیلمشناسی
- سارا و پسرش
- قتل شبه عمد (فیلم ۱۹۳۰)
- خنده (فیلم)
- مرغ بهشت (فیلم ۱۹۳۲)
- کینگ کونگ (فیلم ۱۹۳۳)
- پنجه میمون (فیلم ۱۹۳۳)
- زنده‌باد ویا!
- ملودرام منهتن
- دیوید کاپرفیلد (فیلم ۱۹۳۵)
- آنا کارنینا (فیلم ۱۹۳۵)
- داستان دو شهر (فیلم ۱۹۳۵)
- ستاره‌ای زاده شده‌است (فیلم ۱۹۳۷)
- ماجراهای تام سایر (فیلم ۱۹۳۸)
- بر باد رفته (فیلم)
- ربه‌کا (فیلم ۱۹۴۰)
- از وقتی تو رفتی
- طلسم‌شده
- دوئل زیر آفتاب
- بت سقوط‌کرده
- مرد سوم
- ایستگاه آخر (۱۹۵۳)
- وداع با اسلحه (فیلم ۱۹۵۷)